# Daiki Kamikawa
Daiki Kamikawa (* 9. listopadu 1989 Jamaguči, Japonsko) je japonský zápasník–judista.

## Sportovní kariéra
S judem začínal v 6 letech na základní škole v rodném Jamaguči. Vrcholově se připravoval na univerzitě Meidži v Tokiu. V japonské reprezentaci vedené Šin'iči Šinoharou se pohyboval od roku 2009. V roce 2010 získal nečekaný titul mistra světa v neolympijské disciplíně bez rozdílu vah, když ve finále porazil Francouze Teddy Rinera po vertiktu sudích na praporky. Na tento úspěch v dalších letech nenavázal. V roce 2012 se kvalifikoval na olympijské hry v Londýně a vypadl ve druhém kole s Igorem Makarovem z Běloruska. V roce 2014 měl úspěšný vstup do sezóny, ale po neúspěchu na mistrovství světa v Kazani se na mezinárodní scéně objevuje sporadicky. Věnuje se trenérské práci na své domovské univerzitě Meidži.

### Vítězství
- 2014 – 1x světový pohár (Düsseldorf)

## Výsledky

### Váhové kategorie
| Turnaj            | 2010       | 2011       | 2012       | 2013       | 2014       |
| Turnaj            | 21         | 22         | 23         | 24         | 25         |
| Turnaj            | těžká váha | těžká váha | těžká váha | těžká váha | těžká váha |
| ----------------- | ---------- | ---------- | ---------- | ---------- | ---------- |
| Olympijské hry    |            |            | úč.        |            |            |
| Mistrovství světa | 5.         | úč.        |            | —          | úč.        |
| Asijské hry       | —          |            |            |            | —          |
| Mistrovství Asie  |            | —          | —          | —          |            |

### Bez rozdílu vah
| Turnaj            | 2010 | 2011 | 2012 | 2013 | 2014 |
| Turnaj            | 21   | 22   | 23   | 24   | 25   |
| ----------------- | ---- | ---- | ---- | ---- | ---- |
| Mistrovství světa | 1.   | úč.  |      |      |      |
| Asijské hry       | —    |      |      |      |      |